# Eigentümlich frei
eigentümlich frei (ef) ist eine seit 1998 erscheinende politische Monatsschrift mit zehn Ausgaben pro Jahr und zwei Doppelnummern. Politikwissenschaftler sehen in der Zeitschrift weltanschauliche und personelle Überschneidungen mit der Neuen Rechten.

## Eigendarstellung
Der Titel des im Verlag Lichtschlag Medien und Werbung erscheinenden Magazins eigentümlich frei ist nach eigenen Angaben von den Begriffen Eigentum und Freiheit abgeleitet, da „Eigentum der Schlüssel zur Freiheit“ sei. Der Titel war nach Angaben des Herausgebers und Mitbegründers Lichtschlag von Max Stirners Buch Der Einzige und sein Eigentum inspiriert. Die Zeitschrift veröffentlichte in ihren ersten Jahren Artikel über Stirner. Seit der Stirnerforscher Bernd A. Laska den inhaltlichen Bezug kritisch in Frage gestellt hat, ist Stirner nur noch auf der „Ehrentafel“ als „Ikone der Zeitschrift“ dargestellt.
Die Zeitschrift bezeichnete sich im Anfangsjahr im Untertitel als „Marktplatz für Liberalismus, Anarchismus und Kapitalismus“,  anschließend einige Jahre mit „Freisinn, Eigensinn, Eigentum“. Das Magazin präsentiert sich politisch kämpferisch: eigentümlich frei stehe „auf der Seite der libertären Gegenwehr“. Ein Anliegen vieler Autoren des Magazins ist die Kritik am staatlichen Interventionismus. Der Staat wird als „Inbegriff von Zwang und Gewalt“ gesehen.
1998 startete die Zeitschrift nach Eigenangaben mit 70 Festabonnenten. Nach eigenen Angaben betrug im Jahr 2012 die verbreitete Auflage 6000 und im darauffolgenden Jahr 8000 Hefte. Nach zwei Testläufen 2004 und 2005 ist die Zeitschrift seit Mai 2006 auch im Einzelverkauf erhältlich.
Laut Eigenangabe vom April 2013 besitzt das Magazin eine verbreitete Auflage von 8200 Stück, und mehr als 325.000 Internetnutzer sollen die Webseite pro Monat besuchen. 86 % der Leser hatten diesen Angaben zufolge Abitur oder Hochschulabschluss und „fast 50 % der Leser haben mehr als 2.500 Euro netto im Monat zur Verfügung“.

## Rezeption

### Politische Einordnung und Reaktionen
Der Politikwissenschaftler Thomas Gesterkamp vertrat im Herbst 2012 in der Zeitschrift APuZ die Ansicht, dass zwischen eigentümlich frei und der Wochenzeitung Junge Freiheit personelle und inhaltliche Überschneidungen bestehen. Felix Dirsch bestätigte 2012 zudem „engere Kontakte“ zur Zeitschrift Sezession und ordnet sie insgesamt der Neuen Rechten zu.
Der Sozialwissenschaftler Hinrich Rosenbrock bezog sich 2012 auf einen Bericht Thomas Sagers von 2003 im Informationsportal Blick nach rechts, welcher eigentümlich frei als „Rechtspostille“ und als „ein Beispiel für die Querfrontstrategie neurechter Kräfte“ bezeichnete. Es gäbe Überschneidungen beispielsweise durch Klaus Peter Krause und Gérard Albert Bökenkamp von der Friedrich-Naumann-Stiftung zwischen eigentümlich frei und der Internet-Publikationsplattform Freie Welt. Nach Rosenbrock könnte die Zeitschrift somit „als rechtsliberal“ eingeordnet werden.
eigentümlich frei veröffentlicht Beiträge, die den menschengemachten Klimawandel leugnen. Zu diesem Thema publiziert unter anderem Holger Thuß, Präsident des EIKE, in der Zeitschrift. Annette Henninger sieht die Zeitschrift als Teil eines rechten Publikations- und Zitations-Netzwerks zusammen mit Freie Welt, Junge Freiheit, PI-News, Achse des Guten und dem Faktum Magazin, das Beiträge aus dem den Klimawandel verharmlosenden Blog Science Files verbreitet. Die Zeitschrift stellte die Buschbrände in Australien 2019/2020 als von den Umweltschützern selbst verursacht dar, eine Erklärung, die von Experten zurückgewiesen wurde.
Die Politikwissenschaftlerin Karin Priester schrieb Ende 2010 in APuZ, dass der minimalstaatliche Libertarismus in Deutschland ein Forum in der Zeitschrift eigentümlich frei finde. Die ideologischen Leitfiguren seien die politischen Philosophen Murray Rothbard und Ayn Rand, welche Eigennutz und Egoismus moralphilosophisch als Tugenden legitimierten. Ziel sei die staatlich ungehinderte Nutzenmaximierung neuer „Leistungsträger“. Das Grundübel sähen sie im „Sozialdemokratismus“, welcher auch die CDU unter Vorsitz von Angela Merkel befallen habe. Seit 2007 suche der Herausgeber von eigentümlich frei, André Lichtschlag, der ein Bündnis radikal libertärer und nationalkonservativer Kräfte anstrebe, auch die Nähe zum Rechtsextremismus. Priester machte dies an Interviews mit dem NPD-Vorsitzenden Udo Voigt und dem Nationalanarchisten Peter Töpfer sowie zwei Artikeln (aus den Jahren 2003–2004) von Angelika Willig fest, die für die Junge Freiheit schrieb, dann 2008 bis 2009 Chefredakteurin von Hier & Jetzt und danach Autorin der Deutschen Stimme war. Als ideologisches Bindeglied zwischen Libertarismus und Rechtsextremismus fungierte laut Priester der Sozialdarwinismus mit der naturgewollten Überlegenheit der Starken gegenüber den Schwachen und der Elite gegenüber der Masse.
Marc Euler bezeichnet in seiner Dissertation eigentümlich frei als einen der prominentesten Vertreter des Anarchokapitalismus. Andreas Kemper und Charlott Schönwetter bewerten die Zeitschrift als „rechtslibertär-antidemokratisch“ und „antifeministisch“. Nach Lutz Frühbrodt, der eine Studie für die Otto Brenner Stiftung verfasste, handle es sich bei dem Alternativmedium um eine „rechtslastige Publikation[]“. Der Wissenschaftliche Beirat des Instituts für Sexualpädagogik Dortmund ordnet ef in die Kategorie „erzkonservativ[] bis rechte[]“ Medien ein. In ihrer Untersuchung Die rechten ‚Mut‘-Bürger fassen Alexander Häusler und Rainer Roeser eigentümlich frei unter der Überschrift „Rechte Medien und die AfD“ und sprechen von „eine[r] marktradikale[n] und nationalkonservative[n] Ausrichtung“ der Zeitschrift: „Hinsichtlich der Autorenschaft und der Inhalte sind Schnittmengen zur ‚Neuen Rechten‘ und deren Medien wie der ‚Jungen Freiheit‘ und der ‚Sezession‘ vom neurechten Institut für Staatspolitik erkennbar.“
Auf einem Symposium 2015 über die „Aktualität der Faschismustheorie. Historische Forschung und aktuelle Entwicklungen der politischen Rechten“ an der Universität Marburg ordneten Julian Bruns, Kathrin Glösel und Natascha Strobl eigentümlich frei zur „Neuen Rechten“: „Im Bereich der Ideologie gelten in der Neuen Rechten klassisch rechtsextreme Denkmuster. Eine einheitliche stringente Ideologie oder gar ein Programm kann nicht festgestellt werden, da die Variation der Akteurinnen sehr facettenreich ist. Vielmehr gibt es eine Bandbreite unterschiedlicher Positionen zu verschiedenen Themen, die mehr oder weniger betont werden. Das reicht zum Beispiel von einer klar neoliberalen Ausrichtung bei eigentümlich frei bis zu hart am Neonazismus kratzenden Publikationen wie ZurZeit.“

### Publizistische Einordnung
Der Politikwissenschaftler Albrecht von Lucke schrieb 2009 in der taz eigentümlich frei personelle und inhaltliche Überschneidungen mit der Wochenzeitung Junge Freiheit zu. Publikationen von Initiativen gegen Rechtsextremismus in Deutschland sehen in eigentümlich frei ein „Beispiel für die Querfrontstrategie neurechter Kräfte“ und sehen es als „radikale“ „neurechte […] Zeitschrift“ an. Die Zeitschrift Emma zählte 2012 eigentümlich frei zu den „bekennend rechten Blättern, wie die Junge Freiheit [und die] Sezession“. Marc Felix Serrao war in der Süddeutschen Zeitung 2010 der Meinung, eigentümlich frei sei eine „radikal-, einige würden sagen brachialliberale Zeitschrift“. Für eigentümlich frei sei: „Gender Mainstreaming? Ein Umerziehungsversuch der Feminismus-Industrie. Klimawandel? Hysterie. Volksparteien? 'Neosozialistische Ausbeuter'“ und die EU, die „EUdSSR“. Der eigentümlich-frei-Autor Heribert Seifert befand Anfang 2008 in der NZZ, eigentümlich frei sei ein „Szeneorgan für die sogenannten Libertären“, die „liberale Positionen wirtschafts-, gesellschafts- und kulturpolitisch schärfer […] konturieren“. Der Ton sei laut, gelegentlich schrill, die Botschaft überschaubar. Auch rechtskonservative Autoren kämen zu Wort. „Anlass zu Alarmrufen über einen Rechtsruck des Blatts“ bestehe aber nicht.
Peter Nowak ging 2004 auf Telepolis davon aus, dass eigentümlich frei eine „neurechte […] Zeitschrift“ sei. Jan Engelmann schrieb 2003 in der taz, das „libertäre Fanzine“ bemühe „für seinen Bannfluch gegen linkes Konformitätsdenken die Herren Fuhr, Nolte und Mahler.“ Karen Horn bezeichnete 2001 eigentümlich frei in der FAZ als „radikalliberal“. Diese „ungewöhnliche […], auf dem deutschen […] Markt einzigartige […]“ Zeitschrift, biete „der liberalen intellektuellen Szene ein Diskussionsforum“. Der Stil sei manchmal „in der Aufmachung provokant, manchmal sogar reißerisch“.
2009 sagte Guido Hülsmann in seiner Laudatio zur Verleihung des Gerhard-Löwenthal-Preises an den Herausgeber André F. Lichtschlag über eigentümlich frei: „Und das ist […] heute eine wundervolle Gelegenheit, dass diese beiden Lager (= liberale und konservative Strömungen) zusammenkommen“, die laut Hülsmann auch „nicht hermetisch getrennt“ seien. In einem Beitrag in der Interkulturellen Woche aus dem Jahr 2013 zählte die Theologin Angelika Strube eigentümlich frei zu den „neurechten Zeitungen, Magazinen und Internetseiten“, zu denen ihrer Auffassung nach auch die Junge Freiheit, Blaue Narzisse und das Weblog Politically Incorrect gehören. Gemein sei diesen neurechten Medien, dass sie aktiv um christliche Leser würben und dabei insbesondere konservativ-christliche oder traditionalistische Themen aufgreifen.

## Personen

### Autoren
Abgesehen von einem Teil der Publizisten, die keine Verbindung zur Neuen Rechten aufweisen, befinden sich unter den Autoren auch bekannte Namen der neurechten Bewegung wie der Mitbegründer des Instituts für Staatspolitik Götz Kubitschek, der Geschäftsführer und Gründer der Jungen Freiheit Dieter Stein, der Herausgeber der Blauen Narzisse Felix Menzel sowie der Autor Thorsten Hinz, daneben auch Josef Schüßlburner, der auch auf rechtsextremistischen Veranstaltungen auftritt, Hans-Helmuth Knütter, der beispielsweise als Referent für die vom Verfassungsschutz beobachtete Gesellschaft für freie Publizistik tätig war, und der AfD-Politiker Peter Boehringer.

### Redaktionsbeirat
Mitglieder des Redaktionsbeirates sind: Stefan Blankertz, Hardy Bouillon, Gerd Habermann, Hans-Hermann Hoppe, Guido Hülsmann, Robert Nef, Erich Weede.